# Южно-Африканская Республика
Ю́жно-Африка́нская Респу́блика (аббрев. ЮА́Р, также Ю́жная А́фрика) — государство на юге Африки. На севере граничит с Намибией, Ботсваной и Зимбабве, на северо-востоке — с Мозамбиком и Эсватини. Внутри территории ЮАР находится государство-анклав Лесото.
ЮАР является одной из самых национально разнообразных стран Африки с наибольшей долей белого, азиатского и смешанного населения на континенте; имеет двенадцать официальных языков.
Страна обладает богатыми минеральными ресурсами, а также является самой экономически развитой в Африке с относительно прочными мировыми позициями. Единственная африканская страна — участник G20.
Важнейшим пунктом в истории и политике страны стало расовое противостояние между её чернокожим большинством населения и европеоидным меньшинством. Своей кульминации он достиг после того, как в 1948 году был установлен режим апартеида, просуществовавший до 1990-х годов. Инициатором введения дискриминационных законов стала Национальная партия (в СССР её называли Националистической). Эта политика привела к долгой и кровопролитной борьбе, в которой решающую роль сыграли чёрные активисты, такие как Стив Бико, Десмонд Туту и Нельсон Мандела. Позже к ним присоединились многие белые и цветные потомки смешанного населения, а также южноафриканцы индийского происхождения. Определённую роль в падении апартеида также сыграло давление со стороны международного сообщества. В конечном счёте смена политической системы произошла сравнительно мирно: это одна из немногих стран Африки, где ни разу не было государственных переворотов.
Южно-Африканская Республика — первое государство, имевшее ядерное оружие, но добровольно отказавшееся от него.

## Официальные названия
В связи с тем, что в ЮАР государственными признаны 12 языков, у государства существует 12 официальных названий:
- Republiek van Suid-Afrika (африкаанс),
- Republic of South Africa (английский),
- IRiphabliki yeSewula Afrika (южный ндебеле),
- IRiphabliki yaseMzantsi Afrika (коса),
- IRiphabliki yaseNingizimu Afrika (зулу),
- Rephaboliki ya Afrika-Borwa (северный сото),
- Rephaboliki ya Afrika Borwa (сесото),
- Rephaboliki ya Aforika Borwa (тсвана),
- IRiphabhulikhi yeNingizimu Afrika (свази),
- Riphabuḽiki ya Afurika Tshipembe (венда),
- Riphabliki ra Afrika Dzonga (тсонга),
- название на южноафриканском жестовом языке.

Во времена апартеида в ЮАР члены Африканского национального конгресса использовали слово «Азания» для обозначения своей страны как альтернативу неприемлемому для них тогда официальному названию. Это слово также применялось в качестве названия ЮАР в официальной китайской дипломатической лексике в то время, когда ЮАР поддерживала дипломатические отношения с Тайванем.
Несмотря на столь широкий выбор названий, некоторые южноафриканцы избегают употребления официальных названий, предпочитая называть страну «Азанией». Это, в основном, негроиды, стремящиеся дистанцироваться от европейского колониального наследия.

## География
ЮАР расположена на южной оконечности Африки. Длина береговой линии страны составляет 2798 км. ЮАР имеет площадь 1 221 038 км², по этому показателю страна занимает 24-е место в мире. Высшая точка ЮАР: гора Нджесути в Драконовых горах.
В ЮАР представлены разнообразные климатические зоны, от сухой пустыни Намиб на западе до субтропиков на востоке у границы с Мозамбиком и на побережье Индийского океана. На востоке местность быстро поднимается, образуя Драконовы горы и переходя в большое внутреннее плато, называемое велдом.
На восточном побережье до 30° ю. ш. преобладают саванна и галерейные леса вдоль рек, южнее расположены субтропические леса и кустарники. Внутренние районы занимает опустыненная саванна Калахари, кустарниковые полупустыни и пустыни Карру.
Из животных встречаются златокроты, трубкозубы, антилопа-прыгун, бурая гиена. Более редки слоны, носороги, зебры, жирафовые, львы, страусы.

## История
Человек появился на территории страны в глубокой древности, о чём свидетельствуют находки в пещерах возле Стеркфонтейна, Кромдрая и Макапансхата. Тем не менее надёжных сведений о ранней истории этого региона очень мало.
До прихода племён банту (реки Лимпопо на севере страны они достигли в середине I тысячелетия нашей эры) эта территория была населена кочевыми скотоводческими племенами кой-коин (готтентотов) и собирателями-бушменами (сан). Земледельцы-банту продвигались на юго-запад, уничтожая либо ассимилируя местное население. Примерно к 1050 году относятся археологические свидетельства об их присутствии в нынешней провинции Квазулу-Натал. Ко времени прихода европейцев область мыса Доброй Надежды была заселена кой-коин, а банту (племена коса) достигли берегов реки Грейт-Фиш. Местные народы были знакомы с добычей металлических руд, обработкой и изготовлением орудий из железа и меди.

### Экспедиция финикийцев
В 1827 году английский путешественник Джордж Томпсон опубликовал книгу под названием «Путешествия и приключения в Южной Африке» (англ. Travels and Adventures in South Africa). В книге он упоминает, что близ местечка Кейп-Флэтс, ныне являющегося районом Кейптауна, расположенного на берегу бухты Фолс, незадолго до его приезда были обнаружены части обшивки какого-то древнего судна «со следами металлической субстанции в сильно разъеденном состоянии», предположительно, гвоздей. Плотник, присутствовавший при осмотре, утверждал, что древесина была кедровая, ливанский кедр широко применялся древними судостроителями. Томпсон предположил, что это останки парусника, потерпевшего крушение в ходе экспедиции финикийцев вокруг Африки, предпринятой около 600 года до н. э. по приказу египетского фараона Нехо II. О находке надолго забыли, но через 30 лет в тех же местах местный чиновник сообщил в письме губернатору провинции о том, что на побережье обнаружили полуистлевшую кедровую доску длиной 70 футов (21 м). Уже в XX веке обломки древнего корабля изучал известный учёный Раймонд Дарт. Он установил, что длина парусника могла достигать 170 футов (52 м), что вполне согласуется с имеющимися данными о судостроении у финикийцев. В конце XX века в районе Клануильямы были обнаружены наскальные рисунки, изображающие корабли. Они были нанесены острым предметом на прибрежные скалы в нескольких местах на побережье. Часть изображений могут быть интерпретированы как корабли финикийцев. Определённое затруднение представляет тот факт, что племена кой-коин появились на мысе лишь в V веке, то есть через тысячу лет после экспедиции финикийцев. Однако, Геродот в своей «Истории» сообщает, что финикийцы в ходе экспедиции приставали к берегу, обрабатывали землю, дожидались жатвы, собирали урожай и двигались дальше. Таким образом, следы их присутствия могли быть настолько значительными, что сохранились на продолжительное время, либо во время их пребывания на мысе были заметны далеко от побережья.

### Голландцы и ко́са
Первое письменное упоминание о постоянном поселении европейцев датируется 6 апреля 1652 года, когда Ян ван Рибек от имени Голландской Ост-Индской Компании основал поселение на мысе Штормов, позднее получившем название Доброй Надежды (ныне Кейптаун). В XVII и XVIII веках в Южную Африку прибывали колонисты из Нидерландов, а также французские гугеноты, спасавшиеся от религиозных преследований на родине, и поселенцы из Германии. В 1770-е годы колонисты столкнулись с ко́са, продвигавшимися с северо-востока. Последовала серия столкновений, известных как Пограничные (Кафрские) войны и вызванных, в основном, притязаниями белых переселенцев на земли африканцев. В Капскую колонию также свозились рабы из других голландских владений, в частности, из Индонезии и с Мадагаскара. Многие рабы, а также автохтонное население Капского региона смешались с белыми колонистами. Их потомки называются капскими цветными и теперь составляют до 50 % населения в Западно-Капской провинции.

### Британская колонизация
Великобритания впервые получила господство над Капской колонией в 1795 году, в ходе Четвёртой англо-голландской войны: тогда Нидерланды оказались под властью Наполеона, британцы, боясь, что французы получат контроль над этим стратегически важным регионом, отправили в Капстад армию под командованием генерала Джеймса Генри Крэйга, чтобы он захватил колонию от имени штатгальтера Вильгельма V. Губернатор Капстада не получал никаких указаний, однако, согласился подчиниться англичанам. В 1803 году был заключён Амьенский мир, по условиям которого Батавская республика, то есть Нидерланды, как они стали называться после французского завоевания, оставляла Капскую колонию за собой. После возобновления войны в 1805 году англичане вновь решили захватить колонию. В результате битвы на склонах Столовой горы в 1806 году английские войска под командованием Дэвида Бэрда вошли в форт Капстада.
Британцы упрочили своё присутствие на восточной границе Капской колонии, борясь с коса путём возведения фортов по берегам реки Грейт-Фиш. Чтобы усилить свою власть в этих местах, британская корона поощряла приезд поселенцев из метрополии.
В 1806 году, под давлением различных сил внутри страны британский парламент запретил рабство, а в 1833 году это положение было распространено на колонии. Постоянные стычки на границах, отмена рабства и другие разногласия с британцами заставили многих крестьян голландского происхождения, называвшихся бурами, отправиться в так называемый Великий трек в глубь континента, на высокое плоскогорье Велд. Там они столкнулись с вождеством ндебеле во главе с Мзиликази, бывшим сподвижником Чаки, бежавшим на запад в ходе так называемого мфекане, переселения народов, вызванного междоусобными войнами в Юго-Восточной Африке (современная провинция Квазулу-Натал). В конце концов, буры основали в континентальной части Южной Африки свои государства: Оранжевую республику и Трансвааль.

### Англо-бурские войны
Открытие богатых месторождений алмазов (1867) и золота (1886) на Витватерсранде привело к экономическому росту колонии и увеличению оттока капитала в Европу, резкому усилению иммиграции в бурские республики и ухудшению положения туземцев. Эти события, спровоцированные и поощряемые английским правительством, в итоге привели к конфликту между англичанами и бурами. В 1880—1881 годах произошла Первая англо-бурская война, в ходе которой буры сумели отстоять свою независимость во многом из-за нежелания Великобритании вести затяжную колониальную войну, так как территории Оранжевой республики и Трансвааля не представляли значительного стратегического интереса, несмотря на открытие к тому времени месторождения алмазов в районе Кимберли. Нельзя не отметить малочисленность английских колониальных войск в тот период. Так, аннексию Трансвааля Великобританией в 1877 году, явившуюся непосредственной причиной войны, произвёл английский отряд численностью всего лишь 25 человек без единого выстрела. Золотая лихорадка в Ранде (район Йоханнесбурга) началась после Первой англо-бурской войны.
В то же время британцы утвердились в Натале и Зулуленде, победив в войне с зулусами. В 1899—1902 годах произошла Вторая англо-бурская война, в которой буры, несмотря на первоначальные успехи, всё же проиграли лучше обученным и экипированным англичанам, обладавшим подавляющим численным преимуществом. После поражения своих нерегулярных войск, буры под командованием Луи Бота, Якоба Деларея и Кристиана Де Вета обратились к тактике партизанской войны, с которой англичане боролись, создав сеть блокгаузов, а также собирая бурских женщин и детей в концентрационные лагеря, или используя бронепоезда для борьбы с партизанами. По условиям договора в Феринихинге британцы согласились выплатить трёхмиллионную, а реально девятимиллионную компенсацию за разорение бурских ферм и сельскохозяйственных угодий. Кроме того, чернокожие были по-прежнему лишены права голоса, кроме как в Капской колонии.
Война нашла своё отражение в знаменитых произведениях мировой литературы: в романах Луи Буссенара «Капитан Сорви-голова» и «Похитители бриллиантов», где буры были представлены в качестве жертв насильственной колонизационной политики Великобритании, и в историческом труде А. Конан-Дойла «Война в Южной Африке», который больше защищает политику англичан,, и в романе Штефана Маркса «Роза Бургер — бурская героиня, или золотоискатели в Трансваале».

### Создание Южно-Африканского Союза
После четырёхлетних переговоров 31 мая 1910 года был образован Южно-Африканский Союз, куда вошли британские Капская колония, колонии Натал, Оранжевой реки и Трансвааль. Союз стал доминионом Британской империи. В 1914 году ЮАС вступил в Первую мировую войну. В 1934 году была образована Объединённая партия, в которую объединились пробританская Южноафриканская партия и бурская Национальная партия. В 1939 году она распалась из-за возникших разногласий о том, следует ли Южной Африке вслед за Великобританией вступать во Вторую мировую войну, так как правая Национальная партия симпатизировала Третьему рейху и выступала за резкую расовую сегрегацию.

### Независимость ЮАР
В 1961 году Южно-Африканский Союз стал независимой Южно-Африканской Республикой, которая вышла из Содружества наций, возглавляемого Великобританией. Выход был обусловлен неприятием политики апартеида в ЮАР другими членами Содружества, членство ЮАР в Содружестве было восстановлено в июне 1994 года.

### Апартеид и его последствия
В 1948 году Национальная партия победила на выборах и провела несколько очень строгих законов, ограничивающих права чёрного населения: конечной целью этой политики было создание «Южной Африки для белых», в то время как чёрных предполагалось вовсе лишить южноафриканского гражданства.
В ходе апартеида чернокожие были фактически частично или полностью лишены следующих прав:
- на гражданство ЮАР, в большинстве случаев это стало привилегией,
- участвовать в выборах и быть избранным,
- на свободу передвижения, неграм было запрещено выходить на улицу после заката, а также появляться в «белых» районах без особого разрешения властей, то есть, по сути, им было запрещено посещать крупные города, поскольку те находились в «белых» районах,
- на смешанные браки,
- на медицинское обслуживание, это право у них не было формально отнято, но им было запрещено пользоваться медициной «для белых», в то время как медицина «для чёрных» была совершенно не развита, а в некоторых районах отсутствовала вовсе,
- на образование, основные образовательные учреждения находились в «белых» районах,
- быть принятым на работу, за работодателями было официально закреплено право применять расовую дискриминацию при приёме на работу.

Кроме того, во время апартеида были запрещены коммунистические партии, за членство в коммунистической партии полагалось наказание в виде 9 лет лишения свободы. ООН неоднократно в своих резолюциях признавала апартеид южно-африканским фашизмом и призывала ЮАР прекратить политику расовой дискриминации. Тем не менее Южно-Африканская Республика не обращала внимания на эти требования. В целом, мировое сообщество резко осуждало существовавший режим и накладывало на ЮАР санкции, например, запрещало участвовать в Олимпийских играх. Однако, далеко не все страны резко негативно относились к режиму апартеида, в то время когда социалистические страны и многие афро-азиатские страны не торговали с ЮАР, выполняя решение ООН и ОАЕ о бойкоте расистского режима. США, Япония, ФРГ, Великобритания, Франция оставались главными торговыми партнёрами ЮАР. Одним из последствий апартеида стал огромный социальный разрыв между потомками европейцев, жившими по лучшим стандартам западного мира, и большинством, пребывавшем в бедности, правда, далеко не такой глубокой, как во многих других государствах Африки. Всё это вызвало протесты, забастовки и волнения внутри страны, пики которых выпали на середину 1950-х, начало 1960-х, середину 1970-х и 1980-е годы, а также беспокойство международного сообщества, которое угрожало стране санкциями. В сентябре 1989 года президентом страны был избран Фредерик де Клерк, который начал предпринимать активные действия по ликвидации системы апартеида. Многие законы были отменены, из тюрьмы был выпущен Нельсон Мандела. В 1994 году прошли первые всеобщие выборы, победу на которых одержал Африканский национальный конгресс, до сих пор находящийся у власти.
В то же время в ЮАР на протяжении десятилетий сохранялись весьма напряжённые отношения между различными расовыми и этническими группами, не относящимися к белому населению Южно-Африканской Республики. Так, на протяжении десятилетий продолжался конфликт между представителями чёрного большинства населения страны и индийской общиной, выливавшийся в погромы и насилия над индийцами. В 1940—1950-е годы эти события в провинции Наталь унесли жизни сотен представителей индийской общины. 13 января 1949 года во время нападений зулусов на индийские кварталы в административном центре провинции Дурбане, были убиты около 150 индийцев, ранено в несколько раз больше, в том числе женщины и дети. Были сожжены, разграблены и разрушены десятки принадлежавших индийцам магазинов, домов и ферм. Власти, в том числе полиция и служба безопасности, как правило не вмешивались в происходящее кровопролитие. Подобные события имели место в Дурбане в конце 1950-х годов, что крайне осложняло совместную работу индийских и африканских организаций, боровшихся с апартеидом.
После отмены апартеида большинство крупных городов ЮАР оказалось покинуто белым населением, такой участи частично избежал лишь Кейптаун, уровень преступности в них вырос до одного из самых высоких в Африке. Белые переселились в локальные анклавы вроде Сандтона. Йоханнесбург и Дурбан, некогда богатейшие и процветающие города превратились в одни из самых опасных на планете, постепенно приходящие в упадок.
Несмотря на отмену апартеида, миллионы чёрных южноафриканцев до сих пор живут в бедности. Это связано с тем, что из-за исторических причин по уровню образования, социальной ответственности и производительности труда большинство коренных негров на текущем этапе объективно неспособно соответствовать стандартам развитого постиндустриального общества. Крайне высок уровень уличной преступности, в том числе процент тяжких преступлений, однако, власти отказываются уступить пожеланиям общества и ввести смертную казнь. Правда, программа социального жилья дала определённые плоды, улучшив жилищные условия многих граждан, что привело к увеличению собираемости налогов.
В начале XXI века в ЮАР очень остро встала проблема нелегальной миграции. После отмены апартеида и значительного ослабления контроля на внешних границах в страну хлынул поток нелегалов из Зимбабве, Анголы, Мозамбика и других стран Восточной Африки. Всего в ЮАР на начало 2008 года, по оценкам различных экспертов, от 3 до 5 миллионов незаконных мигрантов. Массовый приток иностранцев вызывает недовольство граждан ЮАР. Претензии к мигрантам заключаются, главным образом, в том, что они отбирают у граждан ЮАР рабочие места, соглашаясь работать за более низкую зарплату, а также совершают различные преступления.
В мае 2008 года в Йоханнесбурге и Дурбане произошли массовые выступления южно-африканцев против мигрантов. Вооружённые дубинками, камнями и холодным оружием группы местного населения избивали и убивали мигрантов. За неделю беспорядков только в Йоханнесбурге погибли более 20 человек, тысячи покинули свои дома. Мигранты были вынуждены укрываться от разъярённых местных жителей в полицейских участках, мечетях и церквях. Местная полиция фактически полностью утратила контроль над ситуацией и была вынуждена обратиться к президенту страны с просьбой привлечь армию для наведения порядка. 22 мая 2008 года президент ЮАР Табо Мбеки санкционировал использование войск для подавления беспорядков в стране. Впервые после отмены апартеида армия ЮАР была применена против граждан собственного государства.
Последствия отмены апартеида коснулись белых, их стали преследовать, для собственной защиты африканеры стали объединяться в общины, защищённые колючей проволокой, КПП и охраной на въезде. Территории белых анклавов патрулируют отряды самообороны. Но специалисты отмечают продолжающееся увеличение насильственных смертей африканеров. Спасаясь от произвола, многие белые бегут в другие страны, в том числе в Россию.

## Государственное устройство

### Форма правления
ЮАР — президентско-парламентская республика. Президент почти во всех своих решениях по большинству вопросов должен опираться на поддержку парламента. Кандидатом в президенты может стать гражданин ЮАР старше 30 лет.
В ЮАР действует двухпалатный парламент, состоящий из Национального совета провинций (верхняя палата, 90 членов) и Национальной ассамблеи (400 членов). Члены нижней палаты избираются по пропорциональной системе голосования: половина депутатов идут по общенациональным спискам, половина — по провинциальным. Каждая провинция, независимо от численности населения, посылает в Национальный совет провинций десять членов. Выборы проходят каждые пять лет. Правительство формируется в нижней палате, а лидер партии, получившей в ней большинство, становится президентом, сейчас этот пост занимает Сирил Рамафоса.
В результате выборов в 2024 году впервые правящая партия «Африканский национальный конгресс», набрав 40,2 % голосов, потеряла абсолютное большинство в парламенте. Коалиция оппозиционных сил «Демократический альянс» получила 21,6 % голосов, партия «Копьё нации» — 14,7 %, «Борцы за экономическую свободу» — 9,4 %.

### Министерства
- Министерство базового образования ЮАР;
- Министерство внутренних дел ЮАР;
- Министерство высшего образования и обучения ЮАР;
- Министерство государственных предприятий ЮАР;
- Министерство здравоохранения ЮАР;
- Министерство искусства и культуры ЮАР;
- Министерство исправительных учреждений ЮАР;
- Министерство кооперативного управления и традиционных дел ЮАР;
- Министерство науки и технологий ЮАР;
- Министерство обороны и военных ветеранов ЮАР;
- Министерство общественных работ ЮАР;
- Министерство окружающей среды ЮАР;
- Министерство по вопросам водных ресурсов ЮАР;
- Министерство полиции ЮАР;
- Министерство связи ЮАР;
- Министерство сельского, рыбного хозяйств и рыболовства ЮАР;
- Министерство сельского развития и земельной реформы ЮАР;
- Министерство торговли и промышленности ЮАР;
- Министерство транспорта ЮАР;
- Министерство туризма ЮАР;
- Министерство юстиции и конституционного развития ЮАР;

## Вооружённые силы
Национальные силы обороны были созданы в 1994 году после первых национальных выборов после апартеида и принятия новой конституции, заменив собой Южно-Африканские силы обороны (англ. South African Defence Force, аббрев. SADF).

### Виды вооружённых сил
Сухопутные войска (англ. South African Army).
Военно-морские силы (англ. South African Navy).
Военно-воздушные силы (англ. South African Air Force).

## Право
Правовая система ЮАР вобрала в себя элементы сразу трёх выделяемых сегодня правовых семей: романо-германской, англосаксонской и традиционной. В целом, в современной Южной Африке преобладает романо-германское право, то есть наблюдается верховенство закона над всеми правовыми решениями и чёткое разделение права на частное и публичное. В стране действует Конституция, принятая в 1996 году. Она защищает и гарантирует все международно признанные права человека. Но право ЮАР не всегда было гуманным и толерантным. Долгое время в нём находила своё подкрепление дискриминация чёрного населения, получившая название «апартеид». В результате падения политической основы апартеида и последующих долгих процессов законотворчества в 1990-х годах правовая система ЮАР была полностью пересмотрена, и из неё была исключена всяческая дискриминация по расовому признаку. В 1994 году в стране был учреждён Конституционный суд.

### Уголовное право
Южно-Африканская Республика — одна из немногих стран, где действует уголовное право по английскому образцу; оно не кодифицировано. Судебная система состоит из следующих инстанций: Верховный апелляционный Суд, высокие суды и суды магистратов. Верховный апелляционный Суд является главной судебной инстанцией в ЮАР по уголовным делам. Он находится в Блумфонтейне, «судебной столице» страны. При режиме апартеида для чёрного населения существовали отдельные местные суды («суды вождей»), судьями в которых были также преимущественно чёрные. В то же время в общей судебной системе подавляющее большинство судей были белыми. Особо жестокие меры наказания были предусмотрены для противников политического режима вплоть до смертной казни. Разрешалось задерживать людей на 5 суток без суда и следствия. После падения апартеида многие нормы были пересмотрены. В 1994 году отменён Акт о внутренней безопасности, в 1995 г. — смертная казнь, а в 1997 г. — юридическая порка. При пересмотре правовой системы в 1990-х годах в стране были узаконены гомосексуальные браки, что делает её единственной в этом роде страной в Африке.

## Административное деление
Сейчас ЮАР является унитарным государством. Территория страны поделена на 9 провинций (со своими административными центрами):
1. Западно-Капская провинция (Кейптаун),
2. Северо-Капская провинция (Кимберли),
3. Восточно-Капская провинция (Бишо),
4. Квазулу-Натал (Питермарицбург),
5. Фри-Стейт (Блумфонтейн),
6. Северо-Западная провинция (Мафикенг),
7. Гаутенг (Йоханнесбург),
8. Мпумаланга (Нелспрёйт),
9. Лимпопо (Полокване).

До 1994 года ЮАР была федерацией и делилась на 4 провинции: Капскую, Натал, Оранжевое свободное государство и Трансвааль. Такое деление хорошо отражало колониальное прошлое Южно-Африканской Республики. Первая была разделена на три части, последняя — на четыре, при этом часть территории на севере перешла от Восточно-Капской (часть бывшей Капской) в Северо-Западную (часть бывшего Трансвааля). Остальные две практически сохранили свои очертания.
Кроме того, с 1951 по 1994 год в ЮАР существовали так называемые бантустаны — автономии, отведённые для проживания определённых народностей. Вне бантустанов права чёрного населения были существенно ограничены. Четыре из них получили «независимость», в связи с этим их жители были лишены гражданства ЮАР, при этом независимость не признало ни одно государство, кроме ЮАР:
- Бопутатсвана (тсвана) — «независимость» с 6 декабря 1977 года,
- Транскей (коса) — «независимость» с 26 октября 1976 года,
- Сискей (коса) — «независимость» с 4 декабря 1981 года,
- Венда (венда) — «независимость» с 13 сентября 1979 года.
- Другие бантустаны находились под юрисдикцией ЮАР:
- Газанкулу (тсонга),
- Кангване (свази),
- Квандебеле (ндебеле),
- Квазулу (зулусы),
- Лебова (северные сото),
- Кваква (южные сото).

### Столица
Претория официально считается основной столицей ЮАР, поскольку там расположено правительство страны. Две остальные ветви власти располагаются в двух других городах: парламент в Кейптауне, Верховный суд в Блумфонтейне. Они также считаются столицами. Это связано с тем, что изначально ЮАР была конфедеративным государством, в связи с этим, при образовании Южно-Африканского Союза из британских владений со столицей в Кейптауне, Оранжевого свободного государства со столицей в Блумфонтейне и Южно-Африканской республики (Трансвааля) со столицей в Претории, органы власти были равномерно распределены по столицам вошедших в его состав государств.
Иногда утверждается, что Претория была переименована в Тшване, что неверно: Тшване — название городского муниципалитета, административной единицы, стоящей на уровень ниже провинции, в данном случае речь идёт о провинции Гаутенг. В состав муниципалитета Тшване входят города Претория, Центурион (ранее Фервурдбург), Сошангуве и ряд более мелких областей.

## Демография

### Население
По численности населения Южно-Африканская Республика находится на 23-м месте в мире: в стране проживает 62 027 503 человека (по переписи 2022 года). Численность белых в стране постепенно уменьшается за счёт их эмиграции в Северную Америку, Европу, Австралию и Новую Зеландию, в 1985—2005 годах из ЮАР уехало около 0,9 млн белых, в основном в возрасте до 40 лет и их дети. Доля чёрного населения ЮАР растёт за счёт притока чёрных иммигрантов из других стран Африки.
На протяжении последних двух десятилетий численность населения страны почти не меняется, отличаясь небольшим ростом, из-за высокой заражённости ВИЧ, а также сокращения численности белых. Одна из центральных проблем: массовое распространение ВИЧ-инфекции, в основном, среди чёрного населения, по которому ЮАР занимает первое место в мире, в то время как по уровню заражённости Южно-Африканская Республика находится на четвёртом месте после Эсватини, Ботсваны и Лесото. Всего заражено ВИЧ около 5,7 млн человек, что составляет 11,7 % взрослого населения страны в 2007 году. Из-за СПИДа смертность в Южно-Африканской Республике долгое время превышает рождаемость.
Средняя продолжительность жизни: 50 лет у мужчин, 48 лет у женщин.
Этнорасовый состав (по переписи 2022 года):
- чернокожие (50 486 856 чел.) — 81,4 %,
- цветные (5 052 349 чел.) — 8,2 %,
- белые (4 504 252 чел.) — 7,3 %,
- индийцы/азиаты (1 697 506 чел.) — 2,7 %.
- другие/нет данных (247 353 чел.) — 0,5 %.

Первая перепись в 1911 году в ЮАР показала, что белых на тот момент было 22 %, а к 1980 году их показатель снизился до 16 %.
Грамотность населения от 15 лет и старше (по оценке 2003 года):
- мужчины — 87 %,
- женщины — 85,7 %.

#### Языки
В ЮАР государственными признаны 12 языков: африкаанс, английский, южный ндебеле, коса, зулу, северный сото, сесото, тсвана, свази, венда, тсонга. Имеется своя разновидность жестового языка, тоже являющегося государственным.
Креольский язык искамто, ранее известный как цоциталь (буквально — «воровской язык»), широко распространённый среди чернокожей городской молодёжи в тауншипах (крупных посёлках с чернокожим населением) провинции Гаутенг на востоке страны — главным образом, в Соуэто — не имеет официального признания и запрещён в школах. Тем не менее молодые люди нередко владеют цоциталем лучше, чем своими этническими языками.

#### Религия
Религиозный состав населения достаточно пёстрый, в стране нет абсолютного религиозного большинства, проживают приверженцы различных религий и мировоззрений: приверженцы сионских церквей (10 %), пятидесятники (7,5 %), католики (6,5 %), методисты (6,8 %), голландские реформаты (6,7 %), англикане (3,8 %), другие христиане (36 %), атеисты (15,1 %), мусульмане (1,3 %), приверженцы других религий (2,3 %), неопределившиеся (1,4 %) (данные 2001 года). В ЮАР действуют Йоханнесбургская и Преторийская и Кейптаунская митрополии Александрийской православной церкви, около 35 000 верующих. С 1979 года работала межрелигиозная Программа по борьбе с расизмом Всемирного совета церквей для поддержки борьбы с расовым неравенством в Южной Африке. В 1968 году был учреждён Южноафриканский совет церквей, который стал членом Содружества христианских советов Южной Африки. В 1923 году бывшими членами Свободной церкви Шотландии в Южной Африке была основана Реформатская церковь Христа «Маран-афа».

#### Уровень жизни
Средний доход населения приближается к нижней границе среднемирового дохода. Однако в целом экономическое положение общества крайне неустойчиво. Долгое время царивший здесь режим апартеида и предшествующий колониализм отразились на социально-имущественном расслоении общества. Около 15 % населения живут в наилучших условиях, тогда как около 50 %, в основном, темнокожие живут в сравнительно бедных условиях. Далеко не у всех жителей есть электричество и водоснабжение, а плохие санитарные условия во многих поселениях способствуют распространению различных заболеваний. Такие резкие контрасты приводят к напряжению социальной обстановки. В ЮАР очень высокий уровень преступности. В основном она присутствует в бедных районах. Средняя продолжительность жизни в стране всего лишь 49 лет в 2012 году, однако она существенно выросла с 2000 года, когда составляла 43 года.
В ЮАР безработица составляет 40 %. Треть работающих зарабатывает менее 2 долларов в день. По уровню образования страна занимает 143-е место из 144-х. Уровень преступности один из самых высоких в мире. Количество убийств составляет более 30 в год на 100 тысяч населения.

## Экономика и национальное хозяйство
ЮАР — самая развитая республика на Африканском континенте. ВВП на 2015 год составил 313 млрд долларов по данным МВФ (33-е место в мире) и 350 млрд долларов по данным ВБ (32-е место в мире). Рост ВВП был на уровне 5 %, в 2008 году — 3 %. Страна всё ещё не входит в число развитых стран мира, несмотря на то, что её рынок активно расширяется. По паритету покупательной способности на 2015 год занимает 30-е место в мире по данным МВФ (724 млрд долл.), по данным Всемирного банка — 29-е (704 млрд долл.). Обладает огромными запасами природных ресурсов. Широко развиты телекоммуникации, электроэнергетика, финансовая сфера. По состоянию на 1 квартал 2019 года в ЮАР самый высокий среди всех стран Африки средний размер оплаты труда R20855 (€1324), на уровне Тайваня (NT$47868, около €1368). В ЮАР не было минимального размера оплаты труда. В ноябре 2018 года президент ЮАР Сирил Рамафоса подписал закон о минимальном размере оплаты труда. С 1 января 2019 года он составляет R20 ($1.46) в час и R3500 ($256.86) в месяц. Для сельскохозяйственных рабочих ставка составляет R18 ($1.32) в час, а для домашних работников R15 ($1.10) в час. С 1 марта 2022 года минимальный размер оплаты труда в ЮАР составляет R23,19 ($1,59) в час, R185,52 ($12,72) в день и R4000 ($274,19) в месяц, а для работников, занятых в рамках расширенной программы общественных работ ставка составляет R12,75 ($0,87) в час.
Валюта: южноафриканский рэнд, равен 100 центам. В ходу монеты достоинством в 1, 2, 5, 10, 20, 50 центов, 1, 2, 5 рандов, банкноты 10, 20, 50, 100 и 200 рандов.
Основные статьи импорта: нефть, продовольствие, химические товары. Основные статьи экспорта: алмазы, золото, платина, машины, автомобили, оборудование. Импорт (91 млрд долл. в 2008 году) превышает экспорт (86 млрд долл. в 2008 году).
После того как 1 января 1998 года были установлены дипломатические отношения с КНР, товарооборот с Китаем вырос с 3 млрд долларов в 1998 году до 60 млрд долларов в 2012 году.
Занимает 39-е место в рейтинге стран по удобству ведения бизнеса журнала Forbes.
Входит в международную организацию стран АКТ.

### Рабочая сила
Из 54,9 миллиона населения Южно-Африканской Республики только 18 (не точно) млн человек являются работоспособными. По состоянию на май 2023 года безработица в ЮАР является одной из самых высоких в мире. Уровень безработицы составляет 32,9 %, а среди молодёжи от 15 до 34 лет уровень безработицы составляет 46,5 %.
65 % работающего населения занято в сфере услуг, 26 % — в промышленности, 9 % — в сельском хозяйстве (в 2008 году).

### Отрасли народного хозяйства

#### Транспорт
Через Южно-Африканскую Республику проходят два транс-африканских автодорожных маршрута:
- Шоссе Каир-Кейптаун
- Шоссе Триполи-Кейптаун

Имеются многочисленные железные дороги и аэропорты. Высоко развит и морской транспорт.

#### Добывающая промышленность
Своим опережающим развитием ЮАР во многом обязана богатству природных ресурсов. Около 52 % экспорта приходится на продукцию горнодобывающей промышленности. Широко добываются марганец, металлы платиновой группы (Бушвелдский комплекс), золото, хромиты, вольфрам, алюминоглюкаты, ванадий и цирконий. Первое относительно крупное нефтегазовое месторождение было обнаружено только в начале 1985 года на континентальном шельфе около г. Моссел-Бея. Очень развита добыча угля, по использованию угля для производства электричества ЮАР занимает 3-е место в мире из-за фактического отсутствия нефти около 80 % выработки всей электроэнергии Южно-Африканской Республики базируется на сжигании угля. Кроме этого, на территории страны сосредоточены запасы алмазов, асбеста, никеля, свинца, урана и других важных полезных ископаемых.

#### Сельское хозяйство
Поскольку на большей части территории страны засушливый климат, только 15 % её площади пригодны для ведения сельского хозяйства. Однако, можно сказать, что в отличие от большинства других стран Африки, где происходит эрозия почв, эти 15 % используются с умом, с целью охраны почв и эффективного ведения сельского хозяйства применяются передовые агротехнические достижения Южно-Африканской Республики и ведущих стран мира. Это привело к удивительным результатам: ЮАР полностью обеспечивает внутренние продовольственные потребности, а также является одним из ведущих, а по некоторым параметрам ведущим поставщиков сельхозпродукции, страна экспортирует около 140 видов фруктов.

#### Виноделие
В ЮАР выделяют три зоны для виноделия. Северо-Запад (Северный кейп — мыс) и Восточное побережье (Квазулу-Натал) не считаются источниками лучших вин, так как там очень жаркий и засушливый климат. Юго-Запад ЮАР (Западный кейп) имеет замечательный климат для виноделия.

#### Животноводство
Мясомолочное производство сосредоточено на севере и востоке провинции Фри-Стейт, во внутренних районах провинции Хотенг и в южной части провинции Мпумаланга. В Северном и Восточном Кейпе распространены породы мясного направления. На засушливые территории Северного и Восточного Кейпа, Свободного Государства и Мпумаланги приходятся районы овцеводства. На мировой рынок поставляются шкурки каракулевых овец.
В большом количестве разводят коз, в основном, 75 % ангорских, чья шерсть высоко ценится на Западе, до 50 % мирового производства мохера приходится на ЮАР. Другая наиболее распространённая порода бурская коза, её разводят на мясо. По настригу козьей шерсти (92 тыс. т в год) Южно-Африканская Республика занимает 4-е место в мире.
По сравнению с такими преимущественно экстенсивными подотраслями, как разведение крупного рогатого скота и овцеводство, птицеводство и разведение свиней носят более интенсивный характер и распространены на фермах вблизи крупных городов: Претории, Йоханнесбурга, Дурбана, Питермарицбурга, Кейптауна и Порт-Элизабета.
В последние годы, в основном, в провинции Фри-Стейт активно развивается страусоводство. Постепенно увеличивается экспорт из ЮАР мяса, кожи и перьев этой птицы.

#### Рыболовство
По улову рыбы (около 1 млн тонн в год) ЮАР занимает ведущее место в Африке. Основные объекты промысла: сардины, сельдь, хек, анчоус, морской окунь, скумбрия, треска, капский лосось, макрель, монкфиш. Кроме того, добываются креветки, омары, тунцовые, лангусты, устрицы, осьминоги, акулы, чьи плавники пользуются спросом в странах Юго-Восточной Азии, а также капский тюлень. Рыбная ловля осуществляется, главным образом, у западного побережья Южной Африки, омываемого Бенгельским океаническим течением, в промысловой зоне шириной 200 морских миль. Около 40 % улова приходится на пресноводную рыбу, добываемую в реках Эландс, Лимпопо и других, а также путём разведения в искусственных водоёмах.

#### Лесоводство
Основная зона лесоводства: южная часть провинции Квазулу-Наталь. Естественные леса занимают 180 тыс. га, то есть всего 0,14 % территории страны. Большая часть деловой древесины поступает с лесопосадок, площадь которых составляет лишь 1 % территории ЮАР. Примерно половина лесных плантаций засажена сосной, 40 % — эвкалиптом и 10 % — мимозой. Также выращиваются жёлтое и чёрное дерево, капский лавр, ассегаи и камасси. Товарной кондиции деревья достигают в среднем за 20 лет, в отличие от деревьев, произрастающих в Северном полушарии, где этот процесс тянется от 80 до 100 лет. Ежегодный объём древесины, поступающей на рынок, составляет 17 млн м³. В ЮАР работает более 240 деревообрабатывающих и лесопромышленных предприятий.
На долю сельского хозяйства приходится 35—40 % всего экспорта, что составляет 5 % ВВП Южно-Африканской Республики.

#### Туризм
В 2010 году страну посетили 8,1 млн туристов, а туристическая отрасль принесла более 8,7 млрд долларов дохода.

### Внешняя торговля
Внешняя торговля ЮАР очень сильно диверсифицирована, ни одна страна по состоянию на 2010 год не контролирует более 15 % ни экспорта, ни импорта африканского государства.
Основные партнёры по экспорту (2010 год): КНР (11,3 %), США (10,1 %), Япония (8,9 %), Германия (8,2 %), Великобритания (5,1 %), Индия (4,3 %), Нидерланды (3,3 %), Швейцария (3,2 %), Зимбабве (2,9 %), Мозамбик (2,7 %).
Основные партнёры по импорту (2010 год): КНР (14,4 %), Германия (11,4 %), США (7,2 %), Япония (5,3 %), Саудовская Аравия (4,1 %), Иран (3,9 %), Великобритания (3,8 %), Индия (3,6 %), Франция (3,0 %), Нигерия (2,7 %).

### Экономическая политика государства
Экономическая политика государства направлена на стабилизацию экономики. Согласно статистике The Heritage Foundation республика находится на 57-й позиции в мире по свободе экономики. В ЮАР установлен относительно высокий подоходный налог (до 40 % в зависимости от уровня дохода).

## Культура
Культура Южно-Африканской Республики в силу традиций отличается разнообразием. В первую очередь, это сочетание двух культур: традиционной и современной.

### Традиционная культура
Свой вклад в неё внесли многие коренные народы, такие как банту, бушмены и готтентоты. Цветок протеи — национальный символ ЮАР.

### Современная культура

#### Искусство
В колониальный период художники Южной Африки, наиболее значительным из которых был Томас Бейнс, видели свою задачу в аккуратной передаче реальностей нового мира в контексте европейской культуры с целью передачи этой информации обратно в метрополию. Лишь в конце XIX века появились художники, в первую очередь, Ян Волсхенк, Гуго Науде и скульптор Антон ван Воу, целью которых было создание нового искусства, опирающегося на южноафриканские, в этом случае на бурские традиции. В 1920-е годы Якоб-Хендрик Пирнеф привнёс в южноафриканское искусство модернизм.
В 1930-е годы начали выходить на первый план чёрные художники. Джерард Секото, живший с 1947 года во Франции, и Джордж Пемба считаются одними из создателей жанра чёрного городского искусства.
Ярким представителем развивающейся музыкальной рэп-культуры ЮАР является группа Die Antwoord, называющие стиль своей музыки зэф.

#### Спорт
Наиболее популярными видами спорта в стране являются регби, футбол и крикет. Сборная ЮАР по регби является одной из сильнейших команд мира, четырёхкратным победителем чемпионата мира (1995, 2007, 2019, 2023 годы), несколько раз возглавляла мировой рейтинг. Многие регбисты ЮАР включены в международные залы славы. Среди других развитых видов спорта: плавание, лёгкая атлетика, гольф, бокс, теннис, нетбол, а также национальный вид спорта рингбол.
В 1995 году ЮАР принимала чемпионат мира по регби, который выиграла, победив в финале Новую Зеландию.
В 2010 году ЮАР приняла чемпионат мира по футболу. Всего сборная ЮАР трижды играла на чемпионатах мира (1998, 2002 и 2010 годы), ни разу не выйдя из группы: 2 победы, 4 ничьи и 3 поражения в 9 матчах. В 1996 году ЮАР принимала Кубок африканских наций, сборная, впервые в истории выступая в финальной стадии турнира, сумела победить. В 1998 году футболисты ЮАР заняли второе место на кубке африканских наций. В XXI веке футболисты ЮАР пока ни разу не доходили даже до полуфиналов. Среди наиболее известных футболистов из ЮАР: Доктор Кумало, Арон Мокоэна, Бенни Маккарти, Шон Бартлетт, Лукас Радебе.
На Олимпийских играх представители Южной Африки завоевали более 80 наград, в том числе более 25 золотых. Наибольшее количество наград было завоёвано в лёгкой атлетике, плавании и боксе. С 1962 по 1990 год ЮАР после резолюции Генеральной ассамблеи ООН 1761, осудившей политику апартеида, была исключена МОК из олимпийского движения, спортсмены страны не выступали на Играх. Спортсмены ЮАР в этот период не допускались и до других международных соревнований.
Гольфист Гари Плейер, который считается одним из сильнейших игроков в истории этого вида спорта, в 2004 году занял 8-е место в голосовании по выбору 100 великих южноафриканцев в истории, в этот список также были включены игроки в крикет, пловцы, футболисты, регбисты и другие спортсмены.
В ЮАР неоднократно проводился Гран-при ЮАР: в период 1934—1939 годов в нём принимали участие ведущие гонщики мира довоенного периода, а с 1962 по 1993 год он проходил уже в рамках чемпионата мира Формулы-1. Гонки мирового уровня проводились на трассах Ист-Лондон и Кьялами. Южноафриканец Джоди Шектер в 1979 году выступая за команду «Феррари» стал первым и единственным чемпионом мира Формулы-1 родом из Африки. Правда, этап, проводившийся на трассе Брэндс-Хэтч, проходил в рамках Британского чемпионата Формулы-1.
В стране проходит ежегодная веломногодневка, которая собирает ведущих спортсменов со всего мира.
Сборная ЮАР по хоккею с шайбой участвовала в турнирах второго и третьего дивизионов.
Начиная с 1921 года в стране проводится ежегодный сверхмарафон The Comrades. Трасса, длиною 90 км, проходит по территории провинции Квазулу-Натал. The Comrades является старейшим и самым массовым в мире легкоатлетическим пробегом на сверхмарафонскую дистанцию. Дистанцию The Comrades в 2009 году успешно преодолели более 10 тыс. южноафриканских и иностранных спортсменов. Соревнования открыты как для профессионалов, так и для простых любителей бега. 2000-е годы стали триумфальными для российских бегунов. На пьедестал почёта поднимались такие спортсмены как Татьяна Жиркова, Леонид Швецов, Олег Харитонов, Елена и Олеся Нургалиевы, Марина Мышлянова.

## Достопримечательности
- Кимберлитовая трубка «Большая дыра».
- Пещеры Канго.
- Бо-Каап знаменит своими домами яркой расцветки: ярко-розовыми, салатовыми, лимонными, оранжевыми, а также красивыми виллами.
- Крупнейший в мире авиарий «Птицы Эдема».
- В 2001 году в Йоханнесбурге был открыт музей апартеида, рассказывающий о режиме апартеида.
- Водно-болотный район Исимангалисо.
- Драконовы горы (Парк Дракенсберг).
- Национальный парк Крюгера.
- Колыбель человечества.
- Суккулентное Кару.
- Йоханнесбургский планетарий.

### Комментарии
1. ↑  Третья страна по количеству официальных языков после Индии и Боливии.
2. ↑  От нидерл. boer, что значит «крестьянин».
3. ↑  Несмотря на старания автора быть непредвзятым, книга использовалась британским правительством в пропагандистских целях.
4. ↑  Согласно данным ООН, опубликованным в 2003 и 2007 годах.
5. ↑  В 2010 году убыль населения 0,05 %, при средней фертильности 2,33 рождения на женщину.